# Юрген фон Гаца
Юрген фон Гаца (нім. Jürgen von Gaza; 7 вересня 1920, Магдебург — ?) — німецький офіцер-підводник, оберлейтенант-цур-зее крігсмаріне.

## Біографія
16 вересня 1939 року вступив на флот. З 1 лютого 1941 року — вахтовий офіцер на важкому крейсері «Адмірал Гіппер». З 1 квітня по 28 серпня 1943 року пройшов курс підводника, після чого був переданий в розпорядження 2-го навчального дивізіону підводних човнів. 1 жовтня 1943 року направлений на будівництво підводного човна U-863. З 3 листопада 1943 року — 1-й вахтовий офіцер на U-863, в червні-жовтні 1944 року — на U-739, на якому взяв участь в одному поході (7 липня — 3 жовтня 1944). З 1 листопада по 20 грудня 1944 року пройшов курс командира човна. З 1 лютого 1945 року — командир U-312, а якому здійснив 2 походи (разом 52 дні в морі). 9 травня 1945 року здався британським військам в Нарвіку. 2 березня 1947 року звільнений.

## Звання
- Кандидат в офіцери (16 вересня 1939)
- Морський кадет (1 лютого 1940)
- Фенріх-цур-зее (1 липня 1940)
- Оберфенріх-цур-зее (1 липня 1941)
- Лейтенант-цур-зее (1 березня 1942)
- Оберлейтенант-цур-зее (1 жовтня 1943)

## Нагороди
- Залізний хрест
  - 2-го класу (16 липня 1941)
  - 1-го класу (1945)
- Нагрудний знак флоту (1 листопада 1941)
- Нагрудний знак підводника (10 жовтня 1944)